# آلفا پسی امگا
جامعهٔ افتخاری ملی تئاتر آلفا پسی امگا (Alpha Psi Omega National Theatre Honor Society) یا به اختصار ΑΨΩ، یک انجمن مشهور اُخوت برای مشارکت‌کنندگان تئاتر دانشجویی و دانشگاهی است. این جامعهٔ هنری در ۱۲ اوت ۱۹۲۵ توسط پروفسور «پال اف. آپ» بنیان‌گذاری شد.

## اعضای مشهور
- تنسی ویلیامز
- دن بلاکر
- دن فلارک
- ران گلس
- دان ناتز
- سوندرا لوک
- بیل پولمن
- استلیو ساوانت
- جیمی سیمپسون
- رابرت تیلور